# Меловский завод рафинированных масел

## История
Небольшая маслобойка на хуторе Меловое Марковской волости Старобельского уезда Харьковской губернии Российской империи начала действовать ещё до Февральской революции 1917 года.
В январе 1918 года здесь была установлена Советская власть, но в конце апреля 1918 года селение оккупировали австро-немецкие войска, которые оставались здесь до ноября 1918 года. В дальнейшем, до декабря 1919 года селение находилось в зоне боевых действий гражданской войны, власть в этой местности несколько раз менялась, а хозяйственная жизнь была дезорганизована.

### 1920—1991
В начале 1920 года промышленные предприятия села были взяты под охрану и национализированы, в дальнейшем началось их восстановление. На основе маслобойки был создан маслобойный завод. В 1924 году село Меловое стало районным центром, что способствовало развитию населённого пункта, в ходе индустриализации 1930х годов он был электрифицирован. В предвоенные годы маслозавод и мельница являлись крупнейшими предприятиями райцентра.
В ходе Великой Отечественной войны в начале июля 1942 года Меловое оказалось в прифронтовой зоне, а 11 июля 1942 года посёлок был оккупирован немецкими войсками и превращён в укреплённый опорный пункт. 3 января 1943 года части 57-й гвардейской стрелковой дивизии РККА окружили и блокировали в Меловом немецкие войска. После того, как они отказались сдаться, 7 января 1943 начались бои за посёлок, которые приняли ожесточённый характер. Населённый пункт был освобождён 16 января 1943 года.
В ходе боевых действий и немецкой оккупации Меловому был причинён значительный ущерб (здесь были полностью разрушены и сожжены здания колхоза и МТС, мельница, Дом культуры, библиотека, школа, детские ясли, типография и половина жилого фонда). Однако маслозавод пострадал гораздо меньше, и уже в первой половине февраля 1943 года он возобновил работу. Часть выпускаемого растительного масла шло на снабжение войск Юго-Западного фронта. После восстановления электростанции объемы производства были увеличены.
После войны основные производственные цеха и складское хозяйство завода были реконструированы, из отходов производства (жмыха) здесь было освоено изготовление кормовых добавок для скота.
К началу 1968 года 94 % продукции завода составляло растительное масло первого сорта, которое продавалось на всей территории СССР, а также экспортировалось в Австрию, Бельгию, Голландию, ГДР, Данию, Норвегию, Францию, Швецию и на Кубу.
Позднее, в связи с расширением ассортимента выпускаемой продукции, маслозавод получил новое наименование: Меловский опытный завод растительных жиров и белка.
В целом, в советское время маслозавод был крупнейшим предприятием райцентра и входил в число ведущих предприятий Меловского района.

### После 1991
После провозглашения независимости Украины завод перешёл в ведение Государственного комитета пищевой промышленности Украины. В дальнейшем, государственное предприятие было преобразовано в закрытое акционерное общество и переименовано в Меловский завод рафинированных масел.
В 2001 году завод освоил выпуск рафинированного дезодорированного подсолнечного масла «Щедрый дар» в пластиковых 1-литровых бутылках, в начале 2002 года начал выпуск подсолнечного масла в 0,5-литровых и 3-литровых бутылках.
В октябре 2004 года завод перешёл в собственность компании группы компаний «Кернел». В 2005 году он произвёл 27,8 тыс. тонн подсолнечного масла.
В начале июня 2006 года освоил выпуск растительного масла в 5-литровых бутылках. В 2006 году завод произвёл 17,9 тыс. тонн подсолнечного масла и закончил год с чистым убытком в размере 5,304 млн. гривен.
В мае 2007 года компания «Кернел» продала завод луганской компании «Блок». В это время завод имел возможность перерабатывать до 80 тыс. тонн семян подсолнечника в год.
Начавшийся в 2008 году экономический кризис осложнил положение в отрасли, 22 марта 2008 года Кабинет министров Украины установил квоты на экспорт подсолнечного масла, чтобы предотвратить рост цен и дефицит масла на внутреннем рынке. Некоторое время маслоэкстракционные заводы (в том числе, Меловский завод растительных масел) продолжали работать в прежнем режиме, пополняя складские запасы в надежде на изменение ситуации, однако уже к середине апреля 2008 года положение завода ухудшилось и после изготовления 5 тыс. тонн масла завод полностью остановил работу. 5 мая 2008 года рабочие завода присоединились к бессрочной акции протеста в Киеве.
В 2010 году завод сократил чистый доход в 7,4 раза по сравнению с 2009 годом, а его чистый убыток увеличился в 3,3 раза — до 23,38 млн гривен. В январе 2012 года хозяйственный суд Луганской области возбудил дело о банкротстве завода.

## Современное состояние
Завод производит нерафинированное подсолнечное масло, рафинированное дезодорированное подсолнечное масло и шрот.